# Pseudalsophis steindachneri
Espèce
Synonymes
- Dromicus steindachneri Van Denburgh, 1912

Pseudalsophis steindachneri  est une espèce de serpents de la famille des Dipsadidae.

## Répartition
Cette espèce est endémique des îles Galápagos. Elle se rencontre sur les îles Baltra, Rábida, Santa Cruz et Santiago.

## Étymologie
Cette espèce est nommée en l'honneur de Franz Steindachner.

## Publication originale
- Van Denburgh, 1912 : Expedition of the California Academy of Sciences to the Galapagos Islands, 1905-1906. IV. The snakes of the Galapagos Islands. Proceedings of the California Academy of Sciences, sér. 4, vol. 1, p. 323-374 (texte intégral).